# Дятлоws
«Дятлоws» («Дятловы») — российский трёхмерный мультсериал, вышедший в 2003-2004 годах и повествующий о жизни одной необычной российской семьи, живущей в Москве. Анимация выполнена российской студией CG Alliance Studio.

## Сюжет
Сюжет повествует о приключениях Дятловых: поисках работы Николая, семейных драмах, детских злоключениях. В каждой серии сначала показывается интригующий момент из кульминации, а потом Никита рассказывает об очередной безумной ситуации, в которую втравлена его семья при обыденных обстоятельствах, и причинах начала.
Со второго сезона сюжет меняется: Николай становится изобретателем, Клавдия — писательницей, а Света уезжает учиться в Германию. К Дятловым приезжает мама Клавдии из Франции. Серии строятся на противостоянии семьи и преступной банды, в которую входят: Братья Кривые, Мачо, Доктор и киборг по прозвищу Болт; а также на злоключениях агента иностранной разведки.

## Персонажи
- Николай Дятлов — отец и глава семьи. По характеру – слабохарактерная тряпка, беспрекословно подчиняющийся жене. По профессии инженер, но постоянно меняет работу. Имеет любовницу Веронику Карловну, соседку Дятловых и медсестру по профессии. Во втором сезоне становится изобретателем. Озвучил Александр Леньков (в титрах значится как «Александр Линьков»).
- Клавдия Дятлова — жена Николая. Настоящая бой-баба, всё время ревнующая мужу и не боящаяся упрекнуть ему в его недостатках. Очень трудолюбива. Работает бухгалтером в офисе. Возраст — 37 лет. А во втором сезоне становится писательницей. Озвучила Наталья Хорохорина.
- Никита Дятлов — старший сын Николая и Клавдии. Главный герой сериала, от лица которого ведётся повествование. Трудный подросток. С трудом окончил школу и какое-то время пытался пойти в какой-нибудь ВУЗ. Чуть не попал в армию и в итоге устроился на работу в «Макрональдс» (аллюзия на «Макдональдс»). Умеет читать чужие мысли, после того как его ударила молния. Озвучил Константин Михайлов.
- Света Дятлова — дочь Николая и Клавдии и сестра Никиты. Очень падкая до денег и поэтому пытается всеми силами их заработать. Старшеклассница, солистка школьного хора. Мечтает о роликах. Во втором сезоне уехала учиться в Германию и потому отсутствует в сериях. Озвучила Елена Соловьёва.
- Петя Дятлов — младший сын Николая и Клавдии, брат Никиты и Светы. Детсадовец, но, несмотря на малый возраст, знает много нехороших слов и ведёт себя безалаберно. Озвучил Алексей Колган.
- Дед Дятловых — оптимистично настроенный старик, подцепивший молодёжный сленг и ставший неформалом. Частый гость митингов и демонстраций. Несмотря на это, он ностальгирует по Советскому Союзу и в случае чего пытается напомнить, как хорошо было при СССР и как плохо жить сейчас. Любит рассказывать случаи из своей жизни, иногда выдуманные. Озвучил Артём Карапетян.
- Дятлов Телик — говорящий телевизор и не только приёмник телесигналов, но и верный друг семьи Дятловых. Часто является голосом разума в сериале, на что герои реагируют с негодованием. Озвучили: в 1-3 сериях Александр Абрахимов (ведущий Радио Максимум), а с 4 серии Алексей Колган.
- Аллочка — подружка Никиты и дочь Вероники Карловны. Глуповатая и помешанная на попсе и дискотеках девчушка. По словам Никиты, она «всегда говорит то, что думает». Озвучила Елена Соловьёва.
- Тамара — лучшая подруга Клавы и жена богатого бизнесмена Лёнечки. Поэтому живёт в большом особняке и часто ездит на Кипр и в Египет, а её сын учится в Великобритании. Несмотря на несколько стервозный характер и склонность к пустой болтоне, она всегда готова помочь Клаве в трудных ситуациях. Впервые появилась во 2-й серии. Озвучила Елена Соловьёва.
- Матвей Глюк — телеведущий многочисленных скандальных телешоу, напоминающий Малахова. Озвучил Алексей Колган.

## Создатели[2]
- Режиссёры — Георгий Гитис, Елизавета Скворцова, Марина Биляндинова
- Авторы сценария:
  - Алексей Каранович
  - Вячеслав Муругов
  - Игорь Осипов
  - Константин Мулин
- Ассистент режиссёра-постановщика по креативу — Алексей Кухаронок
- Ассистент режиссёра-постановщика по анимации — Марина Толстякова
- Композиторы — Антон Масленников, Михаил Воинов
- Художники-мультипликаторы:
  - Сурен Вердинян
  - Владимир Новичихин
  - Максим Гринац
  - Сергей Примак
  - Павел Иванушкин
  - Павел Соколов
  - Евгений Колесников
  - Игорь Шумилов
  - Андрей Конкин
  - Михаил Сергеев
- Фоновщики:
  - Сергей Мовчан
  - Максим Ткачёв
  - Павел Иванушкин
  - Павел Куляев
  - Павел Соколов
  - Алексей Сергеев
  - Евгений Колесников
  - Павел Скалкин
  - Тимур Чёрный
- Постановка света, сборка, рендер:
  - Сергей Мовчан
  - Дмитрий Осипов
  - Евгений Колесников
  - Алексей Сергеев
  - Павел Куляев
  - Павел Скалкин
- Ассистент режиссёра по анимации — Марина Толстякова
- Спецэффекты — Алексей Кухаронок, Сергей Мовчан, Валентин Агеносов
- Программисты:
  - Сергей Бодылевский
  - Дмитрий Ткаченко
  - Александр Охота
  - Нитисара Дас
  - Александр Батючкин
- Создание персонажей:
  - Владимир Новичихин
  - Максим Гринац
  - Антон Бондаренко
  - Денис Черноглазов
- Motion-capture — Александр Жалкин (оператор), Татьяна Солженикина (анимация), Андрей Полунин (анимация);
- Системный администратор — Владимир Изохватов;
- Звукорежиссёры — Антон Масленников, Максим Лялин;
- Композинг и монтаж — Валентин Агеносов, Валентин Цыганов;
- Сведение и ремастеринг — Антон Масленников
- Продюсер — Дмитрий Азадов
- Директор картины — Алексей Усов
- Генеральный продюсер — Дмитрий Лесневский

## Список эпизодов

### 1 сезон
| Номер эпизода | Номер в сериале | Название выпуска      | Дата выхода          |
| --- | --------------- | --------------------- | -------------------- |
| 1 | 1               | «Типа знакомство»     | 14 апреля 2003 года  |
| В этой серии происходит знакомство с семьёй Дятловых. Также в этой серии Дятловы обдумывают, куда бы пристроить только что окончившего школу Никиту: в какой-нибудь вуз или на работу? Тем временем глава семьи, Николай, измученный оскорблениями жены, решает покончить с собой, спрыгнув с балкона. Но МЧС-ник, поспешивший ему на помощь, оказывается акрофобом, и Николай спасает спасателя. А Никите окончательно удаётся устроиться на работу в «Макрональдс». |                 |                       |                      |
| 2 | 2               | «Типа про армию»      | 15 апреля 2003 года  |
| Никита и Аллочка решили побыть в квартире одни, но как сделать так, чтобы родители ненадолго уехали? Никита придумывает повестку в военкомат, что пугает его родственников. В итоге, родственники решили служить за него. |                 |                       |                      |
| 3 | 3               | «Типа про любовь»     | 16 апреля 2003 года  |
| Николай в очередной раз из-за давления на него своей жены по наводке деда пытается доказать ей, что он — «настоящий мужик», для чего идёт к своему другу Грише, который намазывает ему на лоб губную помаду своей жены и всучивает Николаю её лифчик. Однако сначала Клава не воспринимает всерьёз попытки мужа доказать, что он — «мужик». Но Клавина подруга Тамара, узнав от Клавы, что Николай устроился на работу, предполагает, что у него появилась любовница-секретарша. Клава, вновь заметив у Николая ту же самую помаду на лбу, впадает в истерику, а сам Коля уходит от неё. Расстроенная Клава с помощью Тамары пытается приревновать мужа к себе, заказав приворотное зелье… |                 |                       |                      |
| 4 | 4               | «Типа про криминал»   | 17 апреля 2003 года  |
| Николай устраивается на работу сантехником в музей. По совпадению, Клава приводит туда своих детей на экскурсию. Внезапно обнаруживается, что из музея пропал шедевр мировой живописи — «Чёрный прямоугольник». По мнению Клавы, её муж-сантехник вполне мог украсть «Чёрный прямоугольник». Она решает продать украденную картину за большие деньги, а сам Николай мучается в догадках, точно ли он настоящий вор или его оговорила семья. Но оказывается, что картину украла экскурсовод музея для привлечения внимания. |                 |                       |                      |
| 5 | 5               | «Типа мистика»        | 3 октября 2003 года  |
| Тамара открывает Клаве мистические услуги по интернету. Из-за того, что волшебный шар Тамары падает на клавиатуру компьютера, она случайно открывает сайт, с помощью которого можно управлять временем. Сайт замечает Никита, компьютером которого мама и Тамара пользовались. Тем временем у Николая и Клавы наступает фарфоровая свадьба — годовщина 20-летия супружеской жизни, что они вместе с Тамарой решают отметить. Но после череды событий Николай попадает в квартиру к Веронике Карловне. Это замечает Клава и избивает супруга до такой степени, что тот попадает в больницу. Никита решает исправить ситуацию, но все последующие попытки обернулись тем же самым. Поняв, что судьбу человека не изменить, Никита выбрасывает свой компьютер. |                 |                       |                      |
| 6 | 6               | «Типа телешоу»        | 10 октября 2003 года |
| Тамара рассказывает Клаве, что стала участницей одного телешоу. Дятловы решают попытать удачу в телешоу про необычные семьи, ведь за участие там дают приз в виде денег. Но Дятловы не проходят отбор, а Тамара рассказывает о планах поехать кругосветный круиз. Телик напоминает, что за победу в теле-конкурсе толстушек дают как раз билет на круиз. Но фортуна опять не на стороне Дятловых: Клаву отфабриковали, как недостаточно толстую. Дед тоже пытается пробиться на ТВ, став участником передачи про сексуальное образование. Но семья решительно против этой затеи и запирает деда в своей комнате. В итоге Дятловы решают протащить на телевидение Никиту, так как он умеет читать мысли, но и на этот раз семья прогадала: Никита проигрывает на телевикторине, так как ведущий подумал не о правильном ответе. В итоге Света говорит, что нужен спонсор, который даст деньги продюсеру новой передачи. Освободив деда из плена, Тамара решается сделать своего мужа спонсором одной из новых шоу, на которые с лёгкостью попадают Дятловы. Но у этого шоу есть условие — рассказать самые скандальные семейные тайны, с чем с лёгкостью справляется дед. Однако после заявления ведущего, что Николай — женщина-лесбиянка, Клава срывает съёмки шоу. К счастью, рейтинги подскочили вверх, и Дятловым всё же удаётся выиграть долгожданный круиз. |                 |                       |                      |
| 7 | 7               | «Типа наши в космосе» | 17 октября 2003 года |
| Света приносит домой сочинение, где надо было рассказать о своей семье и предках, за которое Свете поставили двойку. Дед решается помочь внучке и рассказывает о всех представителей рода Дятловых. Но все без исключения Дятловы были ничем ни примечательными людьми, которые не оставили следа в истории. Однако, по словам деда, у них всех была мечта — они стремились к небу и полётам. К Дятловым из США приезжает их дальний родственник и космический турист — Томми Дятлоу. Николая же, перепутав с Томми, берут в космонавты на МКС, где он встречает своего американского коллегу. Благодаря этому Николаю удаётся подтянуть уровень английского. |                 |                       |                      |
| 8 | 8               | «Типа реалити-шоу»    | 24 октября 2003 года |
| Из-за того, что Петя расписал всю квартиру надписями, у Клавы ухудшается настроение и она идёт в парикмахерскую, чтобы успокоиться. Николай, дед и Никита решают сделать Клаве что-нибудь хорошее. Внезапно жена возвращается с новой причёской и приятной новостью: она со своей семьёй будет сниматься в рекламе мочалок. Но из-за того, что Николай криво починил дверной замок, съёмочной команде не удаётся попасть в квартиру. Но к счастью, рекламу всё-таки удалось снять, но у Вероники Карловны, что, ясное дело вызывает у Клавы очередную истерику. Николаю, после того, как остальные Дятловы вместе с Теликом принялись его успокаивать, приходит идея: Дятловы становятся участниками реалити-шоу со скрытыми камерами. По ошибке он присылает не своё письмо, а записку Пети, где написано, что мама «очень сильная», а папа «работает неудачником». Дятловых берут на шоу, с условием, что они не будут уходить из квартиры и не будут смотреть телевизор. Вначале они ведут себя перед камерами картинно-дружественно, но после того, как они узнают, что они далеко позади семьи-конкурента, у них кончается терпения и начинают конфликтовать друг с другом… |                 |                       |                      |
| 9 | 9               | «Типа про шоу-бизнес» | 31 октября 2003 года |
| Николай и Аллочка, как выясняется, очень любят низкопробную попсу, на что Никита заявляет, что Аллочка может петь так же, как и исполнители этой попсы. Света, по наводке Тамары, решает привлечь Никиту и Аллочку в шоу-бизнес в качестве продюсера и певицы соответственно, а музыку для песни будет писать сам дед. Но Никите надоедают постоянные оры Аллочки и он отказывается от этой идеи. Из-за этого Алочка впадает в депрессию закатывает скандал, а дед предлагает успокоить её, возродив идею с шоу-бизнесом. В проект вливается новый участник — Петя, который написал слова для песни, а Светка начала продавать кассеты с песней. Но дед также пускает песни Аллочки в радиоэфир. Тем временем Николая берёт в шофёры Тамара. Но автомобиль с ними попадает в аварию, в результате чего оба теряют память. Последнее, что удалось вспомнить Николаю — это то, что перед этим он слышал песню Аллочки. В итоге вся семья, дабы помочь главе семьи, решает пойти в шоу-бизнес. |                 |                       |                      |
| 10 | 10              | «Типа астероид»       | 7 ноября 2003 года   |
| Николай устроился уборщиком в обсерваторию. Но во время работы Николай часто заглядывается в телескоп и однажды замечает, что на Землю падает астероид, который врежется через 28 дней… Дятловы решают исполнить все свои самые сокровенные желания, при этом ничего не говоря детям, за исключением Никиты. Тем временем Клава пытается обворожить своего мужа, делая пластическую операцию и меняясь до неузнаваемости. Её-то Николай и берёт в качестве секретарши. |                 |                       |                      |
| 11 | 11              | «Типа кран-убийца»    | 14 ноября 2003 года  |
| Тамара, дабы разнообразить жизнь Клавы, предлагает завести ей любовника. На её счастье, в офисе, где она работает, появляется новый начальник службы безопасности, с которым Клава и закатывает роман. Узнав о том, что его жена завела любовника, Николай преисполняется яростью и безуспешно пытается в буквальном смысле отбить жену у любовника. Несмотря на несколько проваленных попыток, он не падает духом и, не без помощи деда, устраивается работать крановщиком в фирму Лёнечки, и заодно пытается отомстить любовнику на этот раз с помощью крана. Но и любовник Клавы оказывается не лыком шит. |                 |                       |                      |
| 12 | 12              | «Типа разборки»       | 21 ноября 2003 года  |
| Из-за того, что Свету исключили из школы, в которой раньше училась, Тамара пристраивает её в элитный лицей. Она изо всех сил старается не упасть в грязь лицом и пытается доказать своей новой подруге Вике Никифоровой, что она из богатой семьи. Тем временем Николай устраивается телохранителем какого-то нового русского. Но как только Николай приходит на родительское собрание и платит учительнице на покупку клюшек для гольфа рублями, а не долларами, тайна становится явной. Расстроенная и озлобленная Света ведёт брата на «стрелку» с Викой, но терпит поражение от её телохранителя. Помочь Свете вызывается дедушка. Он пытается поговорить с отцом Вики, кем оказывается новый русский, у которого работает Николай. Дед после неудачной попытки, решает вновь разобраться с папашей Вики, «забивая» ему «стрелку» на заброшенном заводе. Но по совпадению, ему же (Никифоровому, отцу Вики) также «забил стрелку» и его давний враг — матёрый авторитет и вор в законе по кличке Кривой. |                 |                       |                      |
| 13 | 13              | «Типа цветок правды»  | 28 ноября 2003 года  |
| Отдохнув в арабских странах, Тамара привозит оттуда диковинный цветок — настропилус, он же цветок правды. Когда он распыляет свою пыльцу, то под её воздействием все теряют способность лгать и начинают говорить только правду. |                 |                       |                      |
| 14 | 14              | «Типа труп»           | 5 декабря 2003 года  |
| Дед устраивается сторожем на кладбище, а его невестка — Клава решает сдать на водительские права, так как ей надоело ехать в переполненных автобусах. Но у Клавы не получается водить машину как следует, и поэтому, по совету Тамары, получает права за взятку в 300 долларов. Сердобольная Тамара после этого даже отдаёт на время автомобиль своего мужа, Лёнечки. Узнав, что Клава — суеверная, она дарит ей оберег в виде черепа на цепочке. Ночью, когда Клава ехала на кладбище, она случайно сбивает инструктора-гаишника, у которого сдавала на права. Причём прямо у здания отделения милиции! Обеспокоенные Дятловы прячут труп в багажник машины, но Тамара, увидев царапину на ней, забирает её обратно. Семья решается угнать Лёнечкин автомобиль, чтобы похоронить труп. Ведь после аварии к Клаве начал приходить призрак того самого гаишника. Внезапно трупа в багажнике не оказывается, а Клава решает задобрить призрака новой взяткой. Остальные члены семьи, понаблюдав за этим на кладбище, решают поймать призрака, и тот убегает прочь. Перепуганная Клава идёт на дорогу таксовать. Её подбирает катафалк с тем самым призраком за рулём. Катафалк глохнет на железнодорожных путях, где Клава, сдавая на права, чуть не погибла. Призрак гаишника стирает пот со лба, и оказывается, что гаишник — живой, и что он специально притворился мёртвым и приходил к Клаве в виде призрака, чтобы отбить ей охоту садиться за руль. Клаве удаётся спасти себя и гаишника от поезда, и в подарок она получает тот самый катафалк. |                 |                       |                      |
| 15 | 15              | «Типа генетика»       | 12 декабря 2003 года |
| После того, как Николай неудачно пытался дотащить вывихнувшую ногу Веронику Карловну до своей квартиры, он, дед и Клава решают завести ещё одного ребёнка. Дед вспоминает, что в молодости, 1960-х годах, он работал сторожем на сверхсекретном военном заводе, на котором проводились эксперименты по созданию идеального солдата. Тем временем к Дятловым приезжает до того неизвестный второй сын деда по имени Толя, который оказывается добродушным бизнесменом, увлекающимся спортом. Новый член семьи оказывается по душе всем Дятловым (и даже Веронике Карловне) и своими успехами затмевает истинного, хоть и слабого главу семьи — Николая. Тот из-за зависти и желания расправиться с Толей решает выяснить, точно ли он сын деда. |                 |                       |                      |
| 16 | 16              | «Типа антитеррор»     | 19 декабря 2003 года |
| Клава, наслушавшись Тамариных рассказов о заграничных поездках, решает отдохнуть этим летом в России. Но путёвки даже в самые захудалые российские курорты стоят очень дорого, поэтому Дятловы вынуждены экономить на всём, чтобы накопить на «нормальную заграницу». Но денег всё равно накапливается недостаточно, поэтому Клава решается продать Телика. К счастью, Николай в очередной раз устраивается на работу, на этот раз — в агентство знакомств. Тамара, зная о существовании такого агентства, уверяет Клаву, что Коля найдёт мужа-иностранца. Через это агентство дед пытается подкатить к Веронике Карловне, но та выгоняет его. Тем временем Николай продаёт старую свинью-копилку за 15 рублей, а вскоре сюда приходят нефтяники с целью добывать нефть на месте дома с квартирой Дятловых, который, конечно, снесут. У Николая лопается терпение и он решает уехать с семьёй за границу, а дед предлагает способ, как это сделать: через канализацию. Через канализацию Дятловы попадают в Египет, где орудуют террористы. Тем временем американский бизнесмен Джордж Вильямович, затеявший добычу нефти у Дятловых (и который как раз заглядывал к Веронике и квартиру которой не будут сносить), видит по Телику, что его вышки в Египте смыло волной грязи. В Египте же Дятловы начинают скучать по Родине и решаются ехать домой. Узнав, что отец помогал чинить бомбу террористам, а билеты до Москвы стоят дорого, дед предлагает ему угнать самолёт. Но их самих захватывают террористы, а из захваченного самолёта эвакуируется пилот, в результате чего самолёт до Москвы решается сам Николай. Самолёт с Дятловыми и террористами, взятыми в плен Петей успешно прилетает в Шереметьево, а сами Дятловы пытаются поймать Джорджа Вильямовича, который в костюме крокодила искал нефть, но нашёл алмаз, однако тот смывается в буквальном смысле. |                 |                       |                      |
| 17 | 17              | «Типа Новый год»      | 31 декабря 2003 года |
| Семья Дятловых решила отметить Новый Год. |                 |                       |                      |

### 2 сезон
| Номер эпизода | Номер в сериале | Название выпуска                      | Дата выхода           |
| --- | --------------- | ------------------------------------- | --------------------- |
| 18 | 1               | «Отколупка»                           | 18 сентября 2004 года |
| Николай становится изобретателем, и его приглашают в Париж на вручение Нобелевской премии за инновационный прибор — отколупку. Но самолёт, в котором летели Николай с женой и Петей, терпит катастрофу над необитаемым островом, в которой выживают лишь они. Но перед этим отколупку вместе с паспортом Николая крадёт агент иностранной разведки. В это же время из Франции приезжает мама Клавы Франсуаза Вальдемаровна… |                 |                                       |                       |
| 19 | 2               | «Отколупка инженера Дятлова, часть 1» | 25 сентября 2004 года |
| — |                 |                                       |                       |
| 20 | 3               | «Отколупка инженера Дятлова, часть 2» | 2 октября 2004 года   |
| — |                 |                                       |                       |
| 21 | 4               | «Засланная птичка, часть 1»           | 9 октября 2004 года   |
| Вернувшись с необитаемого острова, Николаю всё же вручают премию, а агента сажают в тюрьму. Но он сбегает. |                 |                                       |                       |
| 22 | 5               | «Засланная птичка, часть 2»           | 16 октября 2004 года  |
| — |                 |                                       |                       |
| 23 | 6               | «Идеальное ограбление, часть 1»       | 23 октября 2004 года  |
| — |                 |                                       |                       |
| 24 | 7               | «Идеальное ограбление, часть 2»       | 30 октября 2004 года  |
| — |                 |                                       |                       |
| 25 | 8               | «Любовь до гроба, часть 1»            | 6 ноября 2004 года    |
| — |                 |                                       |                       |
| 26 | 9               | «Любовь до гроба, часть 2»            | 13 ноября 2004 года   |
| — |                 |                                       |                       |
| 27 | 10              | «Любовь до гроба, часть 3»            | 20 ноября 2004 года   |
| — |                 |                                       |                       |
| 28 | 11              | «Недетский Дед Мороз, часть 1»        | 27 ноября 2004 года   |
| — |                 |                                       |                       |
| 29 | 12              | «Недетский Дед Мороз, часть 2»        | 4 декабря 2004 года   |
| — |                 |                                       |                       |
| 30 | 13              | «Недетский Дед Мороз, часть 3»        | 11 декабря 2004 года  |
| — |                 |                                       |                       |
| 31 | 14              | «Убить Джонни-волынщика, часть 1»     | 18 декабря 2004 года  |
| — |                 |                                       |                       |
| 32 | 15              | «Убить Джонни-волынщика, часть 2»     | 25 декабря 2004 года  |
| — |                 |                                       |                       |

## Музыка
- Главную тему сериала, звучащую во время титров, написала рок-группа «Невзять».
- Периодически используется семпл из песни «Wedding Cocek» группы «No Smoking Orchestra», послужившей саундтреком к фильму Эмира Кустурицы «Подполье».
- В 1 серии, когда Никита проходит мимо РУДН и видит темнокожого, на фоне звучит песня «The Next Episode» Снуп Догга и Dr. Dre.

## Издание на видео
Мультсериал вышел на DVD и VHS 26 октября 2003 года компанией «Союз Видео». На них были записаны первые четыре серии.

## Критика
Сериал получил смешанные оценки. На Кинопоиске сериал имеет оценку в 3,9 звезды из десяти. Главным недостатком назвали паразитирование на «Симпсонах» и «Гриффинах», что прослеживается и в названии. Однако сериалы про семью с названием по фамилии семьи существуют давно. Кроме того, сюжетное повествование в первом сезоне также отличается от «Симпсонов» и «Гриффинов». Критиковали сериал и из-за слабо раскрытых персонажей и высасывании шуток до последнего. Однако во втором сезоне сюжет значительно изменился, но несмотря на это, сериал получился слишком сумбурным и вскоре был закрыт.
Также мультсериал критикуют за ужасную компьютерную графику, в частности, за головы, не соединённые с шеями и постоянное использование одних и тех же персонажей в разных ситуациях. Однако создатели пошутили на эту тему в серии "Типа про Новый год":

Никита (Аллочке, про клип Глюкозы): Это ж всё на компьютере нарисовано. Где ты таких людей видела? Ну что это за голова? А руки? Ноги надо оторвать тому, кто рисует такие руки!

Клава (дружески посмеиваясь): На себя посмотри!

Никита (смотрит на свои руки, кисти не соединены с предплечьями): Да нормально…

## Награды
Георгий Гитис за «Дятлоws»:
- I Фестиваль цифровых технологий и компьютерного искусства PIXEL-2003 — Приз зрительских симпатий в категории «Анимация и индустрия развлечений».
- VII Международный фестиваль телевизионных программ и телевизионных фильмов «Золотой бубен» — Диплом I степени в номинации «Лучший анимационный проект» (2003)